# MISC
MISC (ang. Minimal Instruction Set Computer) to architektura procesora z bardzo małą liczbą podstawowych operacji i odpowiadającymi im kodami operacji. Takie zestawy instrukcji są częściej oparte na stosie, niż na rejestrach, żeby zmniejszyć rozmiar określników operacji. Architektura maszyny stosowej jest właściwie prostsza od kiedy wszystkie instrukcje operują na szczycie większości zapisów w stosie. Rezultatem tego jest mniejszy zestaw instrukcji, mniejsza i szybsza jednostka do dekodowania instrukcji i szybsze wykonanie pojedynczych instrukcji. Gorszą stroną jest to, że instrukcje mają skłonność do posiadania większej liczby uzależnień sekwencyjnych, przez to zmniejszając liczbę instrukcji, które mogą być wykonywane jednocześnie. 
Najprawdopodobniej największym sukcesem komercyjnym MISC był INMOS transputer.